# 永瀬石油
永瀬石油株式会社（ながせせきゆ）は、鳥取県米子市の企業。

## 概要

### 社是
- エネルギーとカーオアシスで地域社会に奉仕する[3]。

### 経営理念
- 「お客様第一主義」を貫く[3]。
- お客様に心からのおもてなしができる様、常に自己啓発に努め、困難に打ち克つ精神力を養う[3]。
- 地域社会の発展に誇りと責任を持ち、人々に愛される会社でありたいと考えている[3]。

### 歴史
- 1909年（明治42年）永瀬久之助により米子市尾高町に於いて個人営業を開始[4]。取扱品目は、ローソク、植物油脂、石油製品[4]。永瀬義春によると｢私は、家の過去帳によると六代目だ[5]。父・久之助が、1887年（明治20年）ごろ米子に来て商売を始めて、もう八十年近く地域のお世話になっている勘定になる[5]」という。

- 1939年（昭和14年）合名会社永瀬久之助商店設立[4]。1949年（昭和24年）戦後石油統制解除により、シェル石油株式会社（現出光興産株式会社）と特約店契約を結ぶ[4]。販売地区は、鳥取県、島根県[4]。1950年（昭和25年）株式会社シェル石油松江発売所と合併、社名を株式会社永瀬石油店と改称[4]。1965年（昭和40年）8月30日商号を変更して永瀬石油株式会社となる[4]。

- 2022年（令和4年）元売り会社の昭和シェル石油と出光興産の経営統合により、一部給油所のブランドをShellからアポロステーション（旧idemitsu）への変更を開始。2023年までに全店舗の変更を予定している。

### 本店
- 鳥取県米子市尾高町47[1]

### 本社事務所
- 鳥取県米子市古豊千561-2[1]

### 創業
- 1909年（明治42年）4月8日[1]

### 会社設立
- 1949年（昭和24年）7月15日[1]

### 資本金
- 1億円[1]

### 役員
- 取締役社長　寺内潤[1]
- 取締役　山﨑朝信[1]
- 取締役　永瀬正悟[1]
- 取締役　堀内洋[1]
- 取締役　宮原誠[1]
- 監査役　永瀬浩[1]
- 監査役　城田光則[1]

### 主な仕入先
- 出光興産（旧昭和シェル石油）[1]
- ブリヂストン[1]
- 山陰パナソニック[1]

### 取引銀行
- 山陰合同銀行[1]
- 鳥取銀行[1]
- 中国銀行[1]
- みずほ銀行[1]
- 商工組合中央金庫[1]
- 島根銀行[1]

### 事業
- ガソリンスタンド経営[1]
- 自動車修理整備事業[1]
- 損害保険代理業[1]
- 生命保険募集業務[1]
- レンタカー業務[1]
- 中古車販売[1]

## 鳥取県内で同系列販売店を運営する企業
旧出光系
- 智頭石油
- 松本油店
- あさひ産業
- 石黒石油店

旧昭和シェル系
- きくや石油店
- ハルキ
- ひかり
- 湊屋石油
- 矢倉石油店